# Liggend streepje (leesteken)
Het liggend streepje is een leesteken. Verschillende tekens kunnen hieronder worden verstaan, zoals de divisie (-, een kort liggend streepje), de underscore (_, een laag liggend streepje) en het kastlijntje (– of —, een iets langer liggend streepje).

## Functie
Het wordt vooral gebruikt om twee of meer woorden die in feite één geheel vormen (vaak een samenstelling) met elkaar te verbinden, of om duidelijk aan te geven dat een woord dat aan het eind van een regel is afgebroken.
Naargelang het liggend streepje een van voornoemde functies heeft, varieert het in lengte en kan het een koppelteken, een afbreekteken of een weglatingsstreepje zijn. Het gedachtestreepje (–) heeft ook de vorm van een liggend streepje, maar is iets langer en wordt gebruikt om meerdere woorden binnen de zin een speciale positie te geven.